# Fratelli e sorelle della famiglia Toda

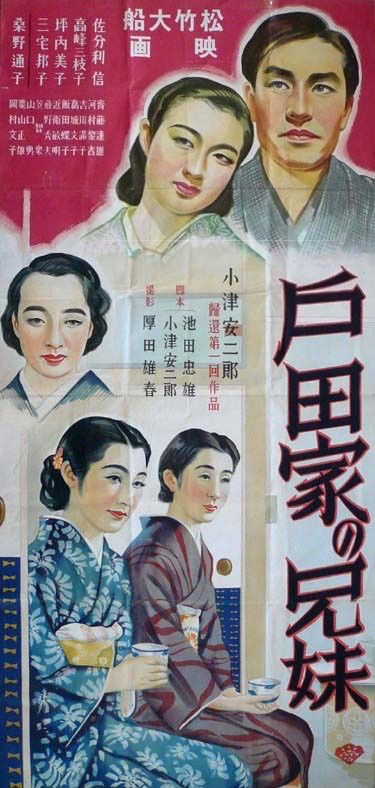

Fratelli e sorelle della famiglia Toda è un film del 1941 diretto da Yasujirō Ozu. 
Inattivo dal 1937, Ozu torna al cinema dopo quattro anni di servizio militare.

## Trama
Per il suo 69º compleanno, Shintaro Toda, riunisce nella propria sontuosa residenza di Tokyo, tutta la famiglia: la moglie, i cinque figli, tre dei quali sposati, con relativi nipoti. A festa conclusa, forse per aver bevuto troppo, Shintaro ha un infarto e, poco dopo, muore.
Dopo il funerale, il primogenito Shinichiro informa gli altri quattro fratelli di un forte debito che il padre aveva contratto nel corso degli ultimi anni, cui ora si deve immediatamente porre rimedio. Così si decide di vendere la grande casa di famiglia e di mettere all'asta gli oggetti di maggior valore di proprietà comune. 
A pagare le conseguenze maggiori di questa situazione sono la figlia minore Setsuko, ancora nubile, e sua madre, che sono costrette a lasciare la loro abitazione. Vengono così ospitate dal fratello maggiore Shinichiro e sua moglie Kazuko, ma la convivenza dura solo qualche mese, a causa del difficile rapporto tra la signora Toda e l'insensibile nuora. Madre e figlia si trasferiscono così dalla sorella maggiore Chizuru, riluttante all'idea di accoglierle ma costretta a farlo, date le circostanze. Dopo aver rimproverato la madre per aver interferito negativamente nell'educazione del nipote e dopo aver mortificato le aspirazioni lavorative della sorella, Chizuru induce le due ospiti a prendere una decisione drastica. Così, risparmiandosi il trasferimento in casa dell'altra sorella Ayako, che col marito apprende con gioia di avere evitato questo onere, Setsuko e la madre, con domestica sempre al seguito, decidono di trasferirsi nella villetta di famiglia al mare, ritenuta inizialmente non consona in quanto in pessimo stato.
Ad un anno dalla morte del padre, i Toda al completo presenziano alla cerimonia in suo onore. Per l'occasione torna anche Shojiro, lo scapestrato della famiglia, trasferitosi per lavoro a Tientsin, nella Cina occupata dai giapponesi. 
Quando alla fine del rito la famiglia si riunisce per mangiare, Shojiro si accorge di quanto capitato in sua assenza alla madre a alla legatissima sorella minore, e critica così aspramente i fratelli e i rispettivi coniugi per l'insensibilità dimostrata. Disgustato dal loro comportamento, ottiene che le due donne accettino di seguirlo in Cina, dove garantisce loro che avranno l'affetto e il sostegno non ricevuto dagli altri familiari.
La vicenda si chiude con Setsuko che chiama la cara amica Tokiko perché si fidanzi con il fratello scapolo. Il timido Shojiro, inizialmente riluttante, accetta di incontrarla, dopo aver ottenuto che la sorella a sua volta si impegni a frequentare l'amico che lui le troverà presto perché anche lei si sposi.
Arrivata Tokiko, Setsuko va a chiamare il fratello che, però, nel frattempo è corso fuori casa.

## Accoglienza

### Critica
- Il film anticipa i temi degli anni '50, soprattutto nel suo esclusivo interesse per la vita familiare. Commento del dizionario Morandini che assegna al film tre stelle su cinque di giudizio.[1]